# JC Snead
JC Snead (Hot Springs, Virginia; 14 de octubre de 1940 – Hot Springs, Virginia; 25 de abril de 2025) fue un golfista profesional estadounidense ganador de quince títulos, ocho de ellos de la PGA. Era sobrino del también golfista Sam Snead.

## Fallecimiento
Snead murió de cáncer en Hot Springs, Virginia el 25 de abril de 2025 a los 84 años.

## Victorias como profesional (15)

### PGA Tour (8)
| N.º | Fecha                    | Torneo                                        | Puntuación            | Margen de victoria | Finalista(s)                 |
| --- | ------------------------ | --------------------------------------------- | --------------------- | ------------------ | ---------------------------- |
| 1   | 21 de febrero de 1971    | Tucson Open Invitational                      | −15 (66-71-70-66=273) | 1 golpe            | Dale Douglass                |
| 2   | 7 de marzo de 1971       | Doral-Eastern Open Invitational               | −13 (70-70-66-69=275) | 1 golpe            | Gardner Dickinson            |
| 3   | 11 de junio de 1972      | IVB-Philadelphia Golf Classic                 | −6 (70-71-69-72=282)  | 1 golpe            | Chi-Chi Rodríguez            |
| 4   | 16 de febrero de 1975    | Andy Williams-San Diego Open Invitational     | −9 (69-71-71-68=279)  | Playoff            | Raymond Floyd, Bobby Nichols |
| 5   | 15 de febrero de 1976    | Andy Williams-San Diego Open Invitational (2) | −16 (65-68-67-72=272) | 1 golpe            | Don Bies                     |
| 6   | 26 de septiembre de 1976 | Kaiser International Open Invitational        | −14 (66-70-70-68=274) | 2 golpes           | Gibby Gilbert, Johnny Miller |
| 7   | 11 de octubre de 1981    | Southern Open                                 | −9 (67-68-70-66=271)  | Playoff            | Mike Sullivan                |
| 8   | 14 de junio de 1987      | Manufacturers Hanover Westchester Classic     | −8 (71-70-65-70=276)  | Playoff            | Seve Ballesteros             |

Desempates en el PGA Tour (3–1)
| No. | Año  | Torneo                                    | Rival(es)                    | Resultado                                                                         |
| --- | ---- | ----------------------------------------- | ---------------------------- | --------------------------------------------------------------------------------- |
| 1   | 1971 | Greater Hartford Open                     | George Archer, Lou Graham    | Archer ganó con birdie en el primer hoyo                                          |
| 2   | 1975 | Andy Williams-San Diego Open Invitational | Raymond Floyd, Bobby Nichols | Ganó con birdie en el cuarto hoyo Nichols fue eliminado con par en el primer hoyo |
| 3   | 1981 | Southern Open                             | Mike Sullivan                | Ganó con par en el segundo hoyo                                                   |
| 4   | 1987 | Manufacturers Hanover Westchester Classic | Seve Ballesteros             | Ganó con par en el primer hoyo                                                    |

### PGA Tour of Australasia (1)
| N.º | Fecha                 | Torneo                 | Puntuación           | Margen de victoria | Finalista    |
| --- | --------------------- | ---------------------- | -------------------- | ------------------ | ------------ |
| 1   | 28 de octubre de 1973 | Qantas Australian Open | −8 (70-70-69-71=280) | 2 golpes           | Jerry Breaux |

### Otras (1)
| N.º | Fecha               | Torneo                  | Puntuacíon     | Margen de victoria                   | Finalista                            |
| --- | ------------------- | ----------------------- | -------------- | ------------------------------------ | ------------------------------------ |
| 1   | 29 de julio de 1980 | Jerry Ford Invitational | −5 (66-71=137) | Compartió el título con Hubert Green | Compartió el título con Hubert Green |

### Senior PGA Tour (4)
| Leyenda                                   |
| ----------------------------------------- |
| Campeonatos major del Senior PGA Tour (1) |
| Otros triunfos en el Senior PGA Tour (3)  |

| N.º | Fecha                | Torneo                           | Puntuación           | Margen de victoria | Finalista(s)                              |
| --- | -------------------- | -------------------------------- | -------------------- | ------------------ | ----------------------------------------- |
| 1   | 14 de marzo de 1993  | Vantage at The Dominion          | −2 (71-73-70=214)    | 1 golpe            | Bobby Nichols, Gary Player                |
| 2   | 5 de febrero de 1995 | Royal Caribbean Classic          | −4 (69-75-65=209)    | Playoff            | Raymond Floyd                             |
| 3   | 16 de julio de 1995  | Ford Senior Players Championship | −5 (69-68-66-69=272) | Playoff            | Jack Nicklaus                             |
| 4   | 23 de junio de 2002  | Greater Baltimore Classic        | −13 (69-64-70=203)   | 1 golpe            | John Mahaffey, Doug Tewell, Bobby Wadkins |

Desempate en el Senior PGA Tour (2–3)
| No. | Año  | Torneo                           | Rival(es)              | Resultado                                                                             |
| --- | ---- | -------------------------------- | ---------------------- | ------------------------------------------------------------------------------------- |
| 1   | 1991 | Bank One Classic                 | DeWitt Weaver          | Perdió con birdie en el segundo hoyo                                                  |
| 2   | 1992 | Kroger Senior Classic            | Gibby Gilbert          | Perdió con par en el segundo hoyo                                                     |
| 3   | 1995 | Royal Caribbean Classic          | Raymond Floyd          | Ganó con par en el primer hoyo                                                        |
| 4   | 1995 | Ford Senior Players Championship | Jack Nicklaus          | Ganó con birdie en el primer hoyo                                                     |
| 5   | 2000 | LiquidGolf.com Invitational      | Gary McCord, Tom Wargo | Wargo ganó con birdie en el tercer hoyo Snead fue eliminado con par en el primer hoyo |

### Otras victorias senior (2)
- 2011 : Liberty Mutual Legends of Golf – Demaret Division (con Gibby Gilbert)
- 2012 : Liberty Mutual Legends of Golf – Demaret Division (con Gibby Gilbert)

## Resultados en torneos major
| Torneo             | 1969 | 1970 | 1971 | 1972 | 1973 | 1974 | 1975 | 1976 | 1977 | 1978 | 1979 |
| ------------------ | ---- | ---- | ---- | ---- | ---- | ---- | ---- | ---- | ---- | ---- | ---- |
| Masters Tournament |      |      |      | 30   | 2    | T26  | T10  | T43  | T39  |      | 22   |
| U.S. Open          | CUT  | CUT  | CUT  | CUT  | CUT  | T21  | T49  | T14  | T27  | T2   | CUT  |
| PGA Championship   |      |      | CUT  | T20  | T3   | T24  | T28  | T15  | T19  |      | CUT  |

| Tournament         | 1980 | 1981 | 1982 | 1983 | 1984 | 1985 | 1986 | 1987 | 1988 |
| ------------------ | ---- | ---- | ---- | ---- | ---- | ---- | ---- | ---- | ---- |
| Masters Tournament | T14  | CUT  | DQ   | T12  | CUT  |      |      |      | CUT  |
| U.S. Open          | T22  | T33  | T15  | T43  |      |      |      |      |      |
| PGA Championship   | T50  | 15   | CUT  | CUT  | CUT  |      | 72   | CUT  |      |

- Nota: Snead nunca jugó en The Open Championship.
- CUT = No superó el corte
- DQ = Descalificado
- "T" = Empate

### Sumario
| Torneo                | Victorias | 2° | 3° | Top-5 | Top-10 | Top-25 | Eventos | Clasificaciones |
| --------------------- | --------- | -- | -- | ----- | ------ | ------ | ------- | --------------- |
| Masters Tournament    | 0         | 1  | 0  | 1     | 2      | 5      | 13      | 9               |
| U.S. Open             | 0         | 1  | 0  | 1     | 1      | 5      | 15      | 9               |
| The Open Championship | 0         | 0  | 0  | 0     | 0      | 0      | 0       | 0               |
| PGA Championship      | 0         | 0  | 1  | 1     | 1      | 6      | 15      | 9               |
| Totales               | 0         | 2  | 1  | 3     | 4      | 16     | 43      | 27              |

- Más apariciones consecutivas – 14 (1973 PGA – 1979 Masters)
- Mayor racha dentro del top-10s – 1 (cuatro veces)

## Resultados en The Players Championship
| Torneo                   | 1974 | 1975 | 1976 | 1977 | 1978 | 1979 | 1980 | 1981 | 1982 | 1983 | 1984 | 1985 | 1986 | 1987 | 1988 | 1989 | 1990 |
| ------------------------ | ---- | ---- | ---- | ---- | ---- | ---- | ---- | ---- | ---- | ---- | ---- | ---- | ---- | ---- | ---- | ---- | ---- |
| The Players Championship | 2    | T34  | 2    | T13  | T71  | CUT  | T31  | WD   | T13  | T32  | CUT  | T17  | T67  | CUT  | CUT  | CUT  | T46  |

- CUT = No superó el corte
- DQ = Descalificado
- "T" = Empate

## Tour major championship (1)
| Año  | Campeonato                       | Puntuación            | Margen   | Finalista     |
| ---- | -------------------------------- | --------------------- | -------- | ------------- |
| 1995 | Ford Senior Players Championship | −16 (69-68-66-69=272) | Playoff1 | Jack Nicklaus |

- 1 Ganó con birdie en el primer hoyo.